# Prikachtigen
De Petromyzontiformes (prikken, lampreien of negenogen) vormen een orde van kaakloze vissen (Agnatha). Er zijn ongeveer veertig soorten beschreven, waarvan de meeste in zoet water leven. De mond is rond (zie afbeelding) en volwassen dieren hebben een rasptong met tandjes. Sommige soorten zuigen bloed bij andere vissen.

## Taxonomie

De ronde mond van een Petromyzon marinus

De volgende families zijn bij de orde ingedeeld:
- Petromyzontidae Bonaparte, 1831
- Geotriidae Gill, 1893
- Mordaciidae Gill, 1893

## Benelux
De soorten die voorkomen in de Lage Landen zijn:
- Rivierprik (Lampetra fluviatilis)
- Zeeprik (Petromyzon marinus)
- Beekprik (Lampetra planeri)